# 川東村 (奈良県)
川東村（かわひがしむら）は奈良県北西部、磯城郡に属していた村。現在は田原本町の東部。

## 歴史
- 1889年（明治22年）4月1日 - 町村制の施行により、式下郡 檜垣村、遠田村、為川村南方、為川村北方、蔵堂村、新屋敷村、伊与戸村、大木村、平田村、金沢村、武蔵村、海知村、法貴寺村、東井上村、西井上村、大安寺村、阪手村、小阪村、鍵村、唐古村、八田村、西代村、今里村が合併し川東村が成立。
- 1897年（明治30年）4月1日 - 所属郡を磯城郡に変更。
- 1956年（昭和31年）9月30日 - （旧）田原本町、多村、平野村、都村と合併し、（新）田原本町が発足。同日川東村消滅。

## 経済

### 産業
農業
『大日本篤農家名鑑』によれば、川東村の篤農家は「安井嘉吉、松村榮太郎、安田喜蔵、富田仙太郎、池田恆松、岡田愛治郎、植田市次郎、奥田猶松、植田好夫、勝田昌雄、扇田辨治、松村幾蔵、藤本甚郎、吉井岩蔵、安田縫治、松田恆治郎、安井忠治」などがいた。

## 地域

### 施設
宗教
- 明専寺（浄土宗）[2]
- 教安寺（浄土宗）[2]

## 出身・ゆかりのある人物
- 祭原伊太郎（旧姓・大和谷、洋酒缶詰商、大阪府の富豪）[3] - 今里村生まれ[3]。